# Vahanka
Vahanka eller Vahankajärvi är en sjö i Finland. Den ligger i kommunen Karstula i landskapet Mellersta Finland, i den centrala delen av landet, 300 km norr om huvudstaden Helsingfors. Vahanka ligger 165,3 meter över havet. Den är 6,7 meter djup. Arean är 4,77 kvadratkilometer och strandlinjen är 18,34 kilometer lång. Sjön  ingår i Kymmene älvs huvudavrinningsområde.   I omgivningarna runt Vahanka växer i huvudsak blandskog. Den sträcker sig 3,6 kilometer i nord-sydlig riktning, och 4,7 kilometer i öst-västlig riktning.
I övrigt finns följande i Vahanka:
- Lammassaari (en ö)
- Lehtosaari (en ö)
- Aittosaari (en ö)
- Sääkssaari (en ö)
- Varissaari (en ö)
- Pajusaari (en ö)